# 莫利斯奧·卡斯特羅
莫利斯奧·費蘭度·卡斯特路·馬達摩路斯（Mauricio Fernando Castro Matamoros，1981年8月11日—），一般称作卡斯特路，生于洪都拉斯德古斯加巴，洪都拉斯职业足球运动员，现效力于美國職業足球大聯盟球会新英倫革命，他曾代表洪都拉斯出席2007年中美洲國家盃。